# Полковая (Псков)
Полковая, Станция Полковая — населённый пункт в черте города Пскова, в историческом районе Завеличье, рядом с микрорайоном Шабаново. С 2020 года — микрорайон Полковой.
Находится возле железнодорожной станции Полковая.
Количество зарегистрированных зданий на 2020 год — 5.
Дети школьного возраста обучаются в МБОУ «Средняя общеобразовательная школа № 5 имени Героя РФ М. Н. Евтюхина» (М.Горького ул., д.61)
На 40-й сессии Псковской городской Думы 14 июля 2020 года принято решение о переименовании посёлков Дорожкино, Козий Брод, Павшино, Панино, Пожигово, Савохново, Силово-Медведово, Терехово; деревень Митрохово, Паневик, Ступниково; станций Бологовская линия 650 км, Бологовская линия 652 км, Изборская линия 3 км и Полковая в микрорайоны, с последующим переводом в улицы и переулки.